# Rodrigo Pérez Ojeda
Rodrigo "Goofy" Pérez Ojeda (Città del Messico, 30 gennaio 1980) è un ex giocatore di football americano e allenatore di football americano messicano, che ha giocato come quarterback.
Dopo aver giocato per la squadra universitaria degli Aztecas UDLAP, si trasferisce nel 2010 ai Jets de Balbuena e l'anno successivo ai Valencia Firebats.